# Читинский рубль
Читинский рубль (также известный в народе как «голубок» или же «воробей») — историческая валюта, имевшая хождение на территории Российской восточной окраины в течение 1920 года. За всё время существования валюты выпускались только две банкноты номиналами в 100 и 500 рублей. Фактически, валюта не имела какого либо официального названия и как правило называлась в народе воробьём или голубком из-за цвета банкнот.

## История

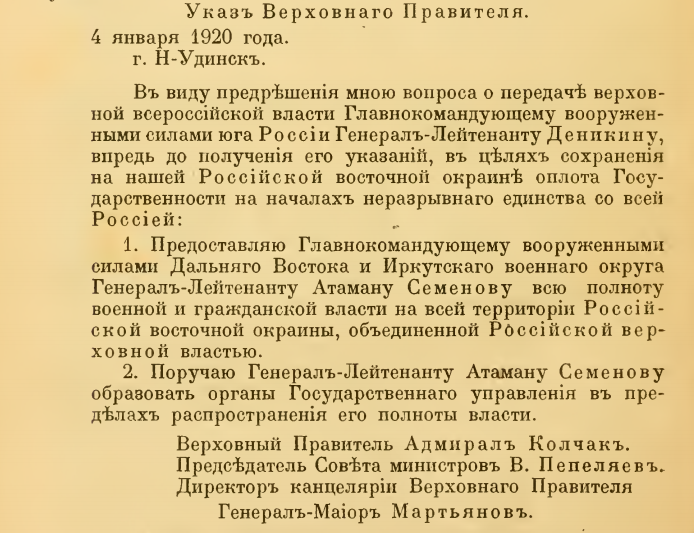
Указ о передачи все полноты власти Семёнову от 4 января 1920

4 января 1920 года по Верховный правитель А. В. Колчак издаёт указ о передаче всей полноты власти над Российской восточной окраиной атаману Г. М. Семёнову. На основе указа Колчака, 16 января того же года в Чите было объявлено создание правительства новопровозглашённой Российской Восточной Окраины. После основания нового государство при атамане встал вопрос о печати собственных денежных знаков. В скором времени 30 января был издан указ о местной эмиссии. Выпуск банкнот начался 18 февраля. Печатью денежных знаков занималось Читинское отделение Госбанка. Курс валюты сразу же был установлен в два раза ниже в сравнении с сибирским рублём.
«Для удовлетворения потребности населения Российской Восточной Окраины в денежных знаках, Государственный Банк на днях приступает к выпуску 500 рублей казначейских знаков, разрешенных к выпуску законом 30 января с. г. и изготовленных на плотной бумаге с особыми водяными знаками, с художественно выполненными изображениями и рисунками.»
Однако, идея создания собственной стабильной валюты теряла свою актуальность на фоне политической обстановки вокруг Российской восточной окраины. Печать банкнот была прекращена 17 августа, а осенью читинский рубль был выведен из обращения и заменён рублём Дальневосточной республики.

## Банкноты
В обращение поступили банкноты номиналов в 100 и 500 рублей, пусть и в изначальные планы также входили и номиналы 25 и 50 рублей. Боны подписывались кассиром и Временным управляющим Читинского отделения Е. Годзянским и печатались на светлой бумаге.
| Изображение     | Изображение       | Номинал    | Основные цвета                                                        | Описание        | Описание          | Описание |
| Лицевая сторона | Оборотная сторона | Номинал    | Основные цвета                                                        | Лицевая сторона | Оборотная сторона |          |
| --------------- | ----------------- | ---------- | --------------------------------------------------------------------- | --------------- | ----------------- | -------- |
|                 |                   | 100 рублей |                                                                       |                 |                   |          |
|                 |                   | 500 рублей | Синяя(серия А) Темно-зеленая (серия П или С) Светло-зеленая (серия С) |                 |                   |          |